# WHERETOEAT
WHERETOEAT — российская ежегодная национальная премия в области гастрономической культуры. 

## История премии
Премия была учреждена Ассоциацией российских гастрономических журналистов в 2013 году. До 2015 года включительно проходила только в Санкт-Петербурге, затем — в Москве и других регионах. С 2020 года существует также Всероссийский рейтинг. Премия проводится ежегодно: осенью — в регионах (в Москве, Санкт-Петербурге, на Дальнем Востоке, Урале, в Татарстане, Центральном регионе, на Юге и в Сибири), весной — Всероссийская церемония. 
Генеральным партнером с 2022 года является «Сбер».

## Состав номинаций
Премия присуждается в следующих номинациях:
- «Ресторан года»;
- «Шеф-повар года»;
- «Сомелье года»;
- «Кондитер года»;
- «Выбор СМИ»;
- «Лучший бар»;
- «Официант года»;
- «За вклад в развитие гастрономической культуры».

## Общие положения
Рейтинги ресторанов для каждого региона и Всероссийской премии формируются по итогам тайного голосования коллегий экспертов. Численность экспертной коллегии — по 100 человек для каждого региона; для Всероссийского рейтинга формируется коллегия из 500 человек. Состав коллегий формируют организаторы премии. Экспертные коллегии состоят из владельцев и управляющих ресторанов и отелей, шеф-поваров, виноделов, сомелье и других представителей ресторанного дела и СМИ.
По итогам голосования в каждом регионе составляется ранжированный лонг-лист ресторанов: в него включены все упомянутые экспертами рестораны. В шорт-лист региональной премии включается 50 ресторанов, которые набрали наибольшее количество баллов по итогам голосования (Всероссийский шорт-лист состоит из 100 ресторанов). Рестораны, занявшие первые 10 строк рейтинга (как регионального, так и всероссийского), во время церемоний награждаются призами. 

## Лауреаты премии

### 2013
WTE St. Petersburg 2013
«Ресторан года» — Stroganoff Steak House
«Шеф-повар года» — Иван Березуцкий (PMI Bar)
«Сомелье года» — Леонид Стерник
«Выбор СМИ» — Grand Cru
«Ресторанный обозреватель года» — Дмитрий Грозный
Приз Ассоциации консьержей Les Clefs D’Or — «Палкинъ»

### 2014
WTE St. Petersburg 2014
«Ресторан года» — PMI Bar
«Шеф-повар года» — Андреа Аккорди (Four Seasons Lion Palace St. Petersburg)
«Сомелье года» — Руслан Деветьяров (Goose Goose)
«Выбор СМИ» — DUO Gastrobar
«Ресторанный обозреватель года» — Борис Критик
Приз Ассоциации консьержей Les Clefs D’Or — «Рибай»

### 2015
WTE St. Petersburg 2015
«Ресторан года» — DUO Gastrobar 
«Шеф-повар года» — Игорь Гришечкин («КоКоКо»)
«Сомелье года» — Дмитрий Фролов («Мансарда»)
«Выбор СМИ» — «КоКоКо»
«Ресторанный обозреватель года» — Тарас Ковальчук
Приз Ассоциации консьержей Les Clefs D’Or — «Дом»
За вклад в развитие ресторанной культуры Петербурга — Вадим Лапин (Ginza Project)

### 2016
WTE Moscow 2016
«Ресторан года» — White Rabbit
«Шеф-повар года» — Адриан Кетглас (AQ Kitchen)
«Сомелье года» — Владислав Маркин (Kutuzovskiy 5)
«Выбор СМИ» — Twins
«Ресторанный обозреватель года» — Александр Ильин
WTE St. Petersburg 2016
«Ресторан года» — Il Lago Dei Cigni
«Шеф-повар года» — Дмитрий Блинов (DUO Band)
«Сомелье года» — Дмитрий Фролов («Мансарда»)
«Выбор СМИ» — «КоКоКо»
«Ресторанный обозреватель года» — Борис Критик
Приз Ассоциации консьержей Les Clefs D’Or — Goose Goose
За вклад в развитие ресторанной культуры Петербурга — Арам Мнацаканов (Probka Family)
Специальный приз журнала Where St. Petersburg — Bolshoybar

### 2017
WTE Moscow 2017
«Ресторан года» — White Rabbit
«Шеф-повар года» — Иван и Сергей Березуцкие (Twins)
«Сомелье года» — Михаил Волков (Winil)
«Выбор СМИ» — White Rabbit
«Ресторанный обозреватель года» — Саша Сутормина
Приз Ассоциации консьержей Les Clefs D’Or — «Кафе Пушкинъ»
WTE St. Petersburg 2017
«Ресторан года» — Tartarbar
«Шеф-повар года» — Дмитрий Блинов (DUO Band)
«Сомелье года» — Евгений Шамов (BeefZavod)
«Выбор СМИ» — «ЕМ»
«Ресторанный обозреватель года» — Алексей Дудин
Приз Ассоциации консьержей Les Clefs D’Or — Probka
За вклад в развитие ресторанной культуры Петербурга — Александр Белькович
Специальный приз журнала Where St. Petersburg — Ателье Tapas & Bar

### 2018
WTE South 2018
«Ресторан года» — «Баран-Рапан» (Сочи)
«Шеф-повар года» — Андрей Матюха («The Печь», «Угли-Угли», Краснодар)
«Сомелье года» — Григорий Чегодаев (Wine & Vine, Краснодар)
«Выбор СМИ» — «Плакучая Ива» (Сочи)
Приз Ассоциации консьержей Les Clefs D’Or — D.O.M. (Сочи)
WTE Moscow 2018
«Ресторан года» — Twins Garden
«Шеф-повар года» — Владимир Мухин (White Rabbit Family)
«Сомелье года» — Александр Зубков (Piazza Italiana)
«Выбор СМИ» — Twins Garden 
«Ресторанный обозреватель года» — Иван Глушков
Приз Ассоциации консьержей Les Clefs D’Or — Bolshoi
WTE St. Petersburg 2018
«Ресторан года» — Birch
«Шеф-повар года» — Артем Гребенщиков (Bourgeois Bohemians)
«Сомелье года» — Дмитрий Фролов («Мансарда»)
«Выбор СМИ» — Jerome
«Ресторанный обозреватель года» — Александра Попова
Приз Ассоциации консьержей Les Clefs D’Or — «Банщики»

### 2019
WTE Ural 2019
«Ресторан года» — Momo (Екатеринбург)
«Шеф-повар года» — Роман Калинин (Momo, Екатеринбург)
«Сомелье года» — Сергей Черепанов (Carbonara, Екатеринбург)
«Выбор СМИ» — Momo (Екатеринбург)
«Ресторанный обозреватель года» — Яков Можаев (Екатеринбург)
WTE Tatarstan 2019
«Ресторан года» — «Приют Холостяка» (Казань)
«Шеф-повар года» — Ильгиз Галиев («Театр национальной кухни», Казань)
«Сомелье года» — Елена Болдова («Пир», Казань)
«Выбор СМИ» — «Приют Холостяка» (Казань)
«Ресторанный обозреватель года» — Айгуль Сабирова (Казань)
«Лучший ресторан татарской кухни» — «Татарская усадьба» (Казань)
WTE South 2019
«Ресторан года» — «Баран-Рапан» (Сочи)
«Шеф-повар года» — Андрей Матюха («The Печь», «Угли-Угли», Краснодар)
«Сомелье года» — Максим Кочнев (White Rabbit Family, Сочи)
«Выбор СМИ» — D.O.M. (Сочи)
Приз Ассоциации консьержей Les Clefs D’Or — «Плакучая Ива» (Сочи)
«Ресторанный обозреватель года» — Ольга Шутова (Сочи)
WTE Moscow 2019
«Ресторан года» — Twins Garden
«Шеф-повар года» — Иван и Сергей Березуцкие (Twins Garden)
«Сомелье года» — Светлана Добрынина (Selfie)
«Выбор СМИ» — Selfie
«Ресторанный обозреватель года» — Иван Глушков
Приз Ассоциации консьержей Les Clefs D’Or — «Сахалин»
За вклад в развитие ресторанной культуры — Андрей Захарин (ИД «Гастроном»)
WTE St. Petersburg 2019
«Ресторан года» — Birch
«Шеф-повар года» — Артем Гребенщиков (Bourgeois Bohemians)
«Сомелье года» — Кристина Веселова (DUO Band)
«Выбор СМИ» — Bourgeois Bohemians
«Ресторанный обозреватель года» — Дмитрий Грозный
Приз Ассоциации консьержей Les Clefs D’Or — «Блок»

### 2020
WTE RUSSIA 2020
«Ресторан года» — Twins Garden (Москва)
«Шеф-повар года» — Владимир Мухин (White Rabbit Family, Москва)
«Сомелье года» — Евгений Шамов (BeefZavod, Санкт-Петербург)
«Выбор СМИ» — Twins Garden (Москва)
Приз Ассоциации консьержей Les Clefs D’Or — Harvest (Санкт-Петербург)
«Ресторанный обозреватель года» — Иван Глушков (Москва)
WTE Ural 2020
«Ресторан года» — «Гастроли» (Екатеринбург)
«Шеф-повар года» — Эдуард Архипов («Гастроли», «Сойка», Engels, Екатеринбург)
«Сомелье года» — Сергей Черепанов (Sekta, Екатеринбург)
«Бар года» — Double Grill & Bar (Екатеринбург)
«Выбор СМИ» — Momo (Екатеринбург)
WTE Tatarstan 2020
«Ресторан года» — «Приют Холостяка» (Казань)
«Шеф-повар года» — Рустам Рахимов («Марусовка», Казань)
«Сомелье года» — Алексей Голев («Энотека S», Казань)
«Бар года» — ReLab (Казань)
«Выбор СМИ» — «Артель» (Казань)
«Лучший ресторан татарской кухни» — «Чирэм» (Казань)
WTE South 2020
«Ресторан года» — «Угли-Угли» (Краснодар)
«Шеф-повар года» — Юрий Косторев (White Rabbit Family, Сочи)
«Сомелье года» — Мария Сюкрина («Баран-Рапан», Сочи)
«Бар года» — Cocos (Сочи)
«Выбор СМИ» — Mamai-Cale (Сочи)
Приз Ассоциации консьержей Les Clefs D’Or — Red Fox (Сочи, «Роза Хутор»)
WTE Moscow 2020
«Ресторан года» — Twins Garden
«Шеф-повар года» — Владимир Мухин (White Rabbit Family)
«Сомелье года» — Евгения Назимова («КрабыКутабы», Москва)
«Бар года» — The Bix Bar
«Выбор СМИ» — Twins Garden
Приз Ассоциации консьержей Les Clefs D’Or — «Белуга»
WTE St. Petersburg 2020
«Ресторан года» — Harvest
«Шеф-повар года» — Хезрет-Арслан Бердиев (Birch)
«Сомелье года» — Антон Белочкин (Bourgeois Bohemians)
«Бар года» — Imbibe
«Выбор СМИ» — Birch
Приз Ассоциации консьержей Les Clefs D’Or — Harvest
За вклад в развитие ресторанной культуры — «Шаляпин».

### 2021
WTE RUSSIA 2021
«Ресторан года» — Birch (Санкт-Петербург)
«Шеф-повар года» — Владимир Мухин (White Rabbit Family, Москва)
«Сомелье года» — Светлана Добрынина (Selfie, Москва)
«Бар года» — El Copitas (Санкт-Петербург)
«Выбор СМИ» — Birch (Санкт-Петербург)
Приз Ассоциации консьержей Les Clefs D’Or — Red Fox (Сочи, «Роза Хутор»)
За вклад в развитие и внедрение инновационных решений в ресторанную индустрию России — Борис Зарьков (White Rabbit Family, Москва)
WTE Siberia 2021
«Ресторан года» — 0.75 Please Wine & Kitchen (Красноярск)
«Шеф-повар года» — Роман Киселев (0.75 Please Wine & Kitchen, Красноярск)
«Сомелье года» — Александр Волощук (0.75 Please Wine & Kitchen, Красноярск)
«Бар года» — Hide (Новосибирск)
«Выбор СМИ» — #СибирьСибирь (Новосибирск)
За вклад в развитие гастрономической культуры региона — Алексей Горенский (Директор Института Гастрономии, управляющий партнер Bellini Group, Красноярск)
«Официант года» — Михаил Голобоков («Чешуя», Красноярск)
WTE Ural 2021
«Ресторан года» — «Гастроли» (Екатеринбург)
«Шеф-повар года» — Роман Калинин (Momo, Екатеринбург)
«Сомелье года» — Роман Сергеев («Био Шмио», Екатеринбург)
«Бар года» — «Коллектив» (Екатеринбург)
«Выбор СМИ» — Kitchen (Екатеринбург)
За вклад в развитие гастрономической культуры региона — Роман Калинин (Momo, Екатеринбург)
«Официант года» — Сергей Вилачев («Горожане», Екатеринбург)
WTE Tatarstan 2021
«Ресторан года» — «Артель» (Казань)
«Шеф-повар года» — Рустам Рахимов («Марусовка», Казань)
«Сомелье года» — Иван Егоров («Марусовка», «Сетка», Казань)
«Бар года» — More (Казань)
«Выбор СМИ» — Cheeseria (Казань)
За вклад в развитие гастрономической культуры региона — Михаил Шарипов (Кафе «Сказка», Cuba Libre, Казань)
«Официант года» — Александра Леванова (New Kitchen, Казань)
«Лучший ресторан татарской кухни» — «Татарская усадьба» (Казань)
WTE South 2021
«Ресторан года» — Leo Wine & Kitchen (Ростов-на-Дону)
«Шеф-повар года» — Андрей Матюха («Угли-Угли», «The Печь», «Очередь», Краснодар)
«Сомелье года» — Мария Сюкрина («Баран-Рапан», Сочи)
«Бар года» — Shanghai 12 (Ростов-на-Дону)
«Выбор СМИ» — «Плакучая Ива» (Сочи)
За вклад в развитие гастрономической культуры региона — Андрей Матюха («Угли-Угли», «The Печь», «Очередь», Краснодар)
«Официант года» — Полина Миненко («Птичка-Невеличка», Краснодар)
Приз Ассоциации консьержей Les Clefs D’Or — «Дельфин и Русалка» (Сочи)
WTE Moscow 2021
«Ресторан года» — Twins Garden 
«Шеф-повар года» — Владимир Мухин (White Rabbit Family)
«Сомелье года» — Сергей Аксеновский (Maison Dellos)
«Бар года» — Butler Japanese Bar
«Выбор СМИ» — Twins Garden
За вклад в развитие гастрономической культуры региона — Антон Пинский (Pinskiy & Co)
«Официант года» — Константин Добрынин (Eggsellent)
Приз Ассоциации консьержей Les Clefs D’Or — Wine & Crab
WTE St. Petersburg 2021
«Ресторан года» — Birch
«Шеф-повар года» — Игорь Гришечкин (COCOCO Bistro, COCOCOUTURE)
«Сомелье года» — Кристина Веселова (DUO Band)
«Бар года» — Xander
«Выбор СМИ» — Birch
Приз Ассоциации консьержей Les Clefs D’Or — Recolte
«Официант года» — Владислав Галкин (ФУТУРА)
За вклад в развитие гастрономической культуры региона — Хезрет-Арслан Бердиев (Birch, Osteria Betulla)

### 2022
WTE RUSSIA 2022
«Ресторан года» — Twins Garden (Москва)
«Шеф-повар года» — Хезрет-Арслан Бердиев (Birch, Osteria Betulla, Санкт-Петербург)
«Сомелье года» — Кристина Веселова (DUO Band, Санкт-Петербург)
«Бар года» — Insider (Москва)
«Выбор СМИ» — Birch (Санкт-Петербург)
Приз Ассоциации консьержей Les Clefs D’Or — Savva (Москва)
«Официант года» — Константин Добрынин (Eggsellent)
«Ресторанный обозреватель года» — Александр Пигарев (Москва)
За вклад в развитие ресторанной индустрии — Правительство Москвы
WTE Far East 2022
«Ресторан года» — Zuma (Владивосток)
«Шеф-повар года» — Егор Анисимов (Zuma, Владивосток)
«Сомелье года» — Никита Рудницкий («Миллионка», Владивосток)
«Бар года» — The Punch (Владивосток)
«Выбор СМИ» — «Супра» (Владивосток)
«Официант года» — Яна Плотникова (Zuma, Владивосток)
WTE Center 2022
«Ресторан года» — IKRA (Плес)
«Шеф-повар года» — Дмитрий Дмитриенко (Mitrich Steakhouse, Yale, Нижний Новгород)
«Сомелье года» — Кирилл Сулима (VINEDO, Нижний Новгород)
«Бар года» — «Медные трубы» (Нижний Новгород)
«Выбор СМИ» — Nolan Wine & Kitchen (Пермь) 
«Официант года» — Илья Малетин (Lucia Osteria, Ярославль)
WTE Siberia 2022
«Ресторан года» — 0.75 Please Wine & Kitchen (Красноярск)
«Шеф-повар года» — Николай Бобров (Tunguska, Красноярск)
«Сомелье года» — Михаил Кобзарь («Чешуя», Красноярск)
«Бар года» — Nobody Knows I Suppose (Новосибирск)
«Выбор СМИ» — 0.75 Please Wine & Kitchen (Красноярск)
«Официант года» — Дарья Волкова (0.75 Please Wine & Kitchen, Красноярск)
WTE Ural 2022
«Ресторан года» — «Горожане» (Екатеринбург)
«Шеф-повар года» — Сергей Мирошников (Kitchen, Екатеринбург)
«Сомелье года» — Роман Сергеев («Био Шмио», Екатеринбург)
«Бар года» — «Шалом Шанхай» (Екатеринбург)
«Выбор СМИ» — «Большой Грузинский» (Екатеринбург)
«Официант года» — Анастасия Гуднина («Итальянцы», Екатеринбург)
WTE Tatarstan 2022
«Ресторан года» — «Артель» (Казань)
«Шеф-повар года» — Денис Фадеев (Cultura Hospitality Group, Казань)
«Сомелье года» — Иван Егоров («Марусовка», «Сетка», Казань)
«Бар года» — Mr. Willard (Казань)
«Выбор СМИ» — «Артель» (Казань)
«Официант года» — Максат Палванов (Dali, Казань)
«Лучший ресторан татарской кухни» — «Чирэм» (Казань)
WTE South 2022
«Ресторан года» — Leo Wine & Kitchen (Ростов-на-Дону)
«Шеф-повар года» — Максим Любимов (Leo Wine & Kitchen, Ростов-на-Дону)
«Сомелье года» — Максим Кочнев («Баран-Рапан», Сочи)
«Бар года» — O. W. Grant (Ростов-на-Дону)
«Выбор СМИ» — «Очередь» (Краснодар)
«Официант года» — Владислав Коваленко («5642 Высота», Сочи)
Приз Ассоциации консьержей Les Clefs D’Or — Mamai-Cale (Сочи)
WTE Moscow 2022
«Ресторан года» — Twins Garden 
«Шеф-повар года» — Андрей Шмаков (Savva)
«Сомелье года» — Евгения Назимова (Maya)
«Бар года» — The Bix Bar
«Выбор СМИ» — Twins Garden
«Официант года» — Алексей Зиновьев (Sartoria Lamberti)
WTE St. Petersburg 2022
«Ресторан года» — Birch
«Шеф-повар года» — Артем Гребенщиков (Bourgeois Bohemians)
«Сомелье года» — Вероника Вильчик (Birch, Osteria Betulla)
«Бар года» — «Архитектор»
«Выбор СМИ» — Frantsuza Bistror
«Официант года» — Данил Шрамов (Mr. Bo)

### 2023
WTE RUSSIA 2023
«Ресторан года» — Birch (Санкт-Петербург)
«Шеф-повар года» — Владимир Мухин (White Rabbit Family, Москва)
«Сомелье года» — Евгения Назимова (Maya, Jun, Москва)
«Кондитер года» — Алексей Гребенщиков (Bourgeois Bohemians, Санкт-Петербург)
«Бар года» — Nobody Knows I Suppose (Новосибирск)
«Выбор СМИ» — Bourgeois Bohemians (Санкт-Петербург)
«Ресторатор года» — Антон Пинский (Pinskiy & Co, Москва)
«Ресторан-легенда» — «Кафе Пушкинъ» (Москва)
За вклад в развитие ресторанной индустрии — Иван и Сергей Березуцкие (Москва)
«Официант года» — Владислав Дихтенко (Co-Co Chalet, Сочи).